# Krętarz mniejszy

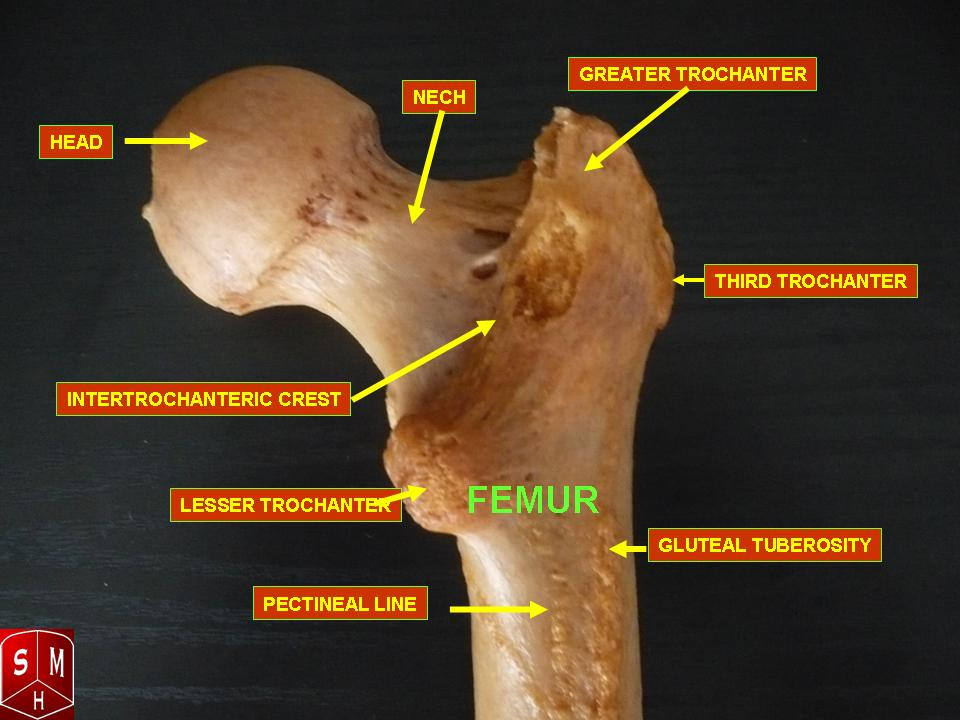
Górna część kości udowej prawej człowieka widziana od tyłu. Head – głowa, nech – szyjka, greater trochanter – krętarz większy, intertrochanteric crest – grzebień międzykrętarzowy, lesser trochanter – krętarz mniejszy, third trochanter – krętarz trzeci, pectineal line – kresa grzebieniowa, gluteal tuberosity – guzowatość pośladkowa

Krętarz mniejszy (łac. trochanter minor) – wyniosłość na kości udowej (femur).
U człowieka jest to wyniosłość kształtu stożkowatego leżąca na powierzchni tylnej wspomnianej kości, poniżej krętarza większego (trochanter major). Kieruje się w stronę przyśrodkową.
Stanowi przyczep mięśnia biodrowo-lędźwiowego (musculus iliopsoas).